# Nicolás Tripichio
Nicolás Tripichio (Buenos Aires, 5 gennaio 1996) è un calciatore argentino, difensore del San Lorenzo.

## Caratteristiche tecniche
È un terzino destro.

## Carriera

### Nazionale
Con la nazionale Under-20 argentina ha vinto il campionato sudamericano del 2013.

## Statistiche

### Presenze e reti nei club
Statistiche aggiornate al 26 aprile 2025.
| Stagione                  | Squadra                   | Campionato                | Campionato | Campionato | Coppe nazionali | Coppe nazionali | Coppe nazionali | Coppe continentali | Coppe continentali | Coppe continentali | Altre coppe | Altre coppe | Altre coppe | Totale | Totale | Totale |
| Stagione                  | Squadra                   | Comp                      | Pres       | Reti       | Comp            | Pres            | Reti            | Comp               | Pres               | Reti               | Comp        | Pres        | Reti        | Pres   | Reti   |        |
| ------------------------- | ------------------------- | ------------------------- | ---------- | ---------- | --------------- | --------------- | --------------- | ------------------ | ------------------ | ------------------ | ----------- | ----------- | ----------- | ------ | ------ | ------ |
| 2015                      | Vélez Sarsfield           | PD                        | 10         | 0          | CA              | 0               | 0               | -                  | -                  | -                  | -           | -           | -           | 10     | 0      |        |
| 2016                      | Vélez Sarsfield           | PD                        | 4          | 0          | CA              | 1               | 0               | -                  | -                  | -                  | -           | -           | -           | 5      | 0      |        |
| 2016-2017                 | Vélez Sarsfield           | PD                        | 11         | 1          | CA              | 1               | 0               | -                  | -                  | -                  | -           | -           | -           | 12     | 1      |        |
| 2017-2018                 | Vélez Sarsfield           | PD                        | 3          | 0          | CA              | 0               | 0               | -                  | -                  | -                  | -           | -           | -           | 3      | 0      |        |
| Totale Vélez Sarsfield    | Totale Vélez Sarsfield    | Totale Vélez Sarsfield    | 28         | 1          |                 | 2               | 0               |                    | -                  | -                  |             | -           | -           | 30     | 1      |        |
| 2018-2019                 | Defensa y Justicia        | PD                        | 12         | 0          | CA+CdS          | 2+0             | 0               | CS                 | 1                  | 0                  | -           | -           | -           | 15     | 0      |        |
| 2019-2020                 | Defensa y Justicia        | PD                        | 6          | 1          | CA+CdL          | 1+0             | 0               | CL                 | 2                  | 0                  | -           | -           | -           | 9      | 1      |        |
| ott.-dic. 2020            | Guaraní                   | PD                        | 3          | 0          | -               | -               | -               | CL                 | 2                  | 0                  | -           | -           | -           | 5      | 0      |        |
| 2021                      | Defensa y Justicia        | PD                        | 21         | 2          | CA+CdL          | 0+3             | 0               | CL                 | 5                  | 1                  | RS          | -           | -           | 29     | 3      |        |
| 2022                      | Defensa y Justicia        | PD                        | 26         | 1          | CA+CdL          | 2+15            | 0+1             | CS                 | 4                  | 1                  | -           | -           | -           | 47     | 3      |        |
| 2023                      | Defensa y Justicia        | PD                        | 14         | 1          | CA+CdL          | 4+10            | 0+2             | CS                 | 10                 | 1                  | -           | -           | -           | 38     | 4      |        |
| gen.-giu. 2024            | Defensa y Justicia        | PD                        | 5          | 0          | CA+CdL          | 0+14            | 0+1             | CS                 | 6                  | 0                  | -           | -           | -           | 25     | 1      |        |
| Totale Defensa y Justicia | Totale Defensa y Justicia | Totale Defensa y Justicia | 84         | 5          |                 | 51              | 4               |                    | 28                 | 3                  |             | -           | -           | 163    | 12     |        |
| lug.-dic. 2024            | San Lorenzo               | PD                        | 9          | 0          | CA+CdL          | 1+0             | 0               | CL                 | 2                  | 0                  | -           | -           | -           | 12     | 0      |        |
| 2025                      | San Lorenzo               | PD                        | 12         | 0          | CA              | 0               | 0               | -                  | -                  | -                  | -           | -           | -           | 12     | 0      |        |
| Totale San Lorenzo        | Totale San Lorenzo        | Totale San Lorenzo        | 21         | 0          |                 | 1               | 0               |                    | 2                  | 0                  |             | -           | -           | 24     | 0      |        |
| Totale carriera           | Totale carriera           | Totale carriera           | 136        | 6          |                 | 54              | 4               |                    | 32                 | 3                  |             | -           | -           | 222    | 13     |        |

## Palmarès

### Nazionale
- Campionato sudamericano Under-20: 1

Uruguay 2015